# Brochoneura
Brochoneura é um género botânico pertencente à família Myristicaceae.